# Josef Jiroutek
Josef Jiroutek (19. února 1912 Moravany – 29. června 1944 Roskilly) byl český pilot 311. československé bombardovací perutě.

## Život

### Před druhou světovou válkou
Josef Jiroutek se narodil 19. února 1912 v Moravanech na Pardubicku. Vychodil čtyři ročníky měšťanské školy, jeden rok studoval na průmyslové škole a poté se vyučil elektromechanikem či automechanikem. V rámci prezenční vojenské služby absolvoval v roce 1937 poddůstojnickou školu, po přihlášení se k letectvu pak mezi červnem 1938 a únorem 1939 pilotní školu v Olomouci. Byl členem Sokola, za klub STAR Moravany hrál házenou.

### Druhá světová válka
Po německé okupaci opustil Josef Jiroutek v zimě 1940 společně s Františkem Vackem Protektorát Čechy a Morava a přes Slovensko, Maďarsko, Jugoslávii, Řecko a Blízký východ odešel do Francie, kde byl zařazen do zde vznikající jednotky Československé armády v zahraničí. Po pádu Francie v červnu 1940 se evakuoval do Spojeného království. Zde byl 24. července téhož roku přijat do Royal Air Force a po výcviku zařazen 25. září 1940 k pozemnímu personálu 312. československé stíhací peruti. V ní působil do 20. března 1941, kdy byl přeložen rovněž k pozemnímu personálu 311. československé bombardovací perutě. Dne 6. května téhož roku byl zařazen do pilotního výcviku, po jehož ukončení se 22. října 1943 vrátil k 311. peruti jako pilot. Účastnil se protiponorkových hlídkových letů na oceánem. Dne 29. června 1944 startoval k dalšímu operačnímu letu ve stroji Consolidated B-24 Liberator GR Mk.V BZ754 J pod velením Františka Naxery z letiště Predannack v Cornwallu. Letoun během vzletu havaroval a zřítil se u osady Roskilly. Kromě radiotelegrafisty Františka Bebeňka celá posádka zahynula. Pohřben byl na hřbitově v Helstonu. Dosáhl hodnosti četaře.

## Ocenění

### Vyznamenání
- Československý válečný kříž 1939

### Posmrtná ocenění
- Josef Jiroutek byl v roce 1991 in memoriam povýšen do hodnosti podplukovníka